# Conopobathra plethorhabda
Conopobathra plethorhabda là một loài bướm đêm thuộc họ Gracillariidae. Nó được tìm thấy ở Namibia.